# Sainte-Agathe-en-Donzy
Sainte-Agathe-en-Donzy is een gemeente in het Franse departement Loire (regio Auvergne-Rhône-Alpes) en telt 115 inwoners (2009). De plaats maakt deel uit van het arrondissement Roanne.

## Geografie
De oppervlakte van Sainte-Agathe-en-Donzy bedraagt 3,4 km², de bevolkingsdichtheid is dus 33,8 inwoners per km².
De onderstaande kaart toont de ligging van Sainte-Agathe-en-Donzy met de belangrijkste infrastructuur en aangrenzende gemeenten.

## Demografie
Onderstaande figuur toont het verloop van het inwonertal (bron: INSEE-tellingen).